# Lovetown Tour
De Lovetown Tour is een tour van de Ierse band U2.
De tour werd gehouden ter promotie van het album Rattle and Hum.
Tijdens deze tour werden veel covers gespeeld en werd U2 vaak bijgestaan door andere artiesten. B.B. King was een van deze artiesten, hij toerde samen met de band en speelde tijdens elk concert de eerste set mee.
De tour werd geplaagd door stemproblemen van Bono. Hierdoor moesten twee concerten in Amsterdam worden geschrapt. Deze werden later ingehaald in Rotterdam.

## 1st Leg
De 1st leg ("eerste deel") begon op 21 september 1989 in het Entertainment Centre in Perth, Australië en eindigde op 1 december datzelfde jaar in de Castle Hall in Osaka.
Dit deel van de tour vond alleen plaats in Nieuw-Zeeland, Australië en Japan.

## 2nd Leg
De zogenaamde 2nd leg begon op 11 december 1989 in het Palais Omnisports de Bercy in Parijs en werd 10 januari 1990 in Ahoy in Rotterdam afgesloten.
Tijdens deze leg stond U2 op 18 december in de RAI in Amsterdam en op 5, 6, 9 en 10 januari in Ahoy.
Bono · The Edge · Adam Clayton · Larry Mullen jr.